# إعصار محاسن
إعصار محاسن هو اعصار استوائي ضعيف نسبيا تسبب بخسائر في الأرواح في ست دول في جنوب وجنوب شرق آسيا. تكون الاعصار فوق جنوب خليج البنغال في أوائل شهر مايو.

## وصلات خارجية
- India Meteorological Department
- Joint Typhoon Warning Center
- Corporate Disaster Resource Network, India
- The IMD's Cyclone warning for Indian coast.